# Chrám svatého Sávy
Katedrální chrám svatého Sávy je (v současné době[kdy?] budovaný) největší srbský pravoslavný chrám; po svém dokončení by se měl stát největším jak na Balkáně, tak v pravoslavném světě vůbec.

## Poloha
Nachází se ve východní části Svatosávského náměstí (Svetosavski trg) v Bělehradě, v městské části Vračar. Budován je (s přestávkami) již několik desetiletí; a to na místě, kde se věří, že byly roku 1595 Sinanem Pašou spáleny ostatky zakladatele SPC, svatého Sávy (Rastka Nemanjiće). V jeho blízkosti se severním směrem nachází náměstí Slavija.

## Rozměry

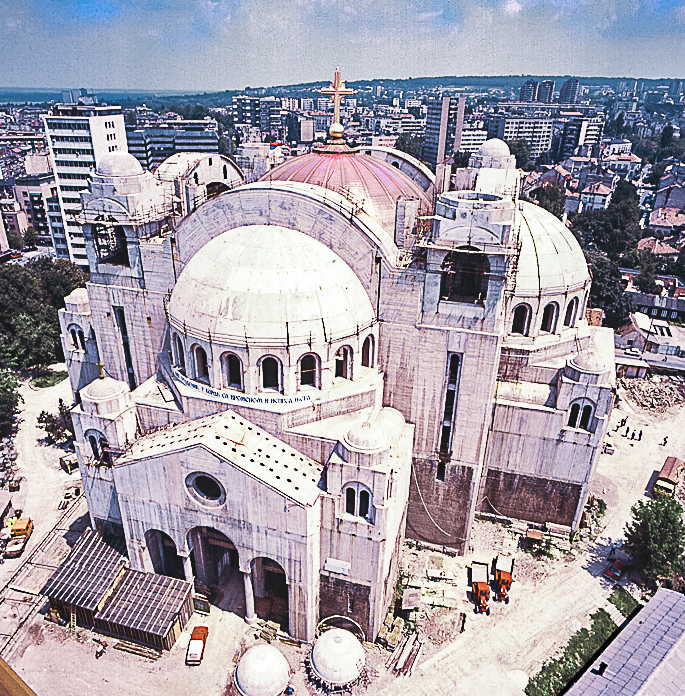
Výstavba chrámu v roce 1989.

Monumentální chrám s jedinou masivní kupolí doplňují po obvodu čtyři zvonice, každá s výškou 44 m. Samotná kupole chrámu se nachází ve výšce 70 m, hlavní pozlacený kříž je vysoký 12 m a váží čtyři tuny. Celková výška stavby tak činí 82 m, v nadmořské výšce 134 m n. m. Díky tomu je chrám nápadným objektem na bělehradském panoramatu a je dobře viditelný i ze všech hlavních komunikací, které vedou do města. Chrám je budovaný z betonu (s výjimkou základů, které jsou cihlové). Masivní kupole je postavená na čtyřech betonových obloucích, který každý váží 400 tun.
Chrám zabírá plochu o rozloze 3500 m2. Ve směru východ-západ je dlouhý 91 m a ve směru sever-jih 81 m. Kupole zdobí osmnáct pozlacených křížů ve třech velikostech a zvonů má chrám celkem čtyřicet devět. Pro chrám svatého Sávy je nechala odlít společnost Grassmayr v Rakousku. Krypta pod chrámem se nachází v hloubce 6 m pod terénem. Původní hloubka 17 m nebyla realizována z geotechnologických důvodů.
Chrám pojme celkem 10 000 věřících. Betonový skelet chrámu je obložen bílým mramorem a žulou, částečně byl mramor dovezen ze Slovinska. Po dokončení chrámu bude uvnitř kopule vyobrazen Krist pantokrator. Interiér má být vyzdoben výhradně rozsáhlými mozaikami. Hlavní mozaiku Ježíše Krista darovala pro bělehradský chrám firma Gazpromněft.

## Historie

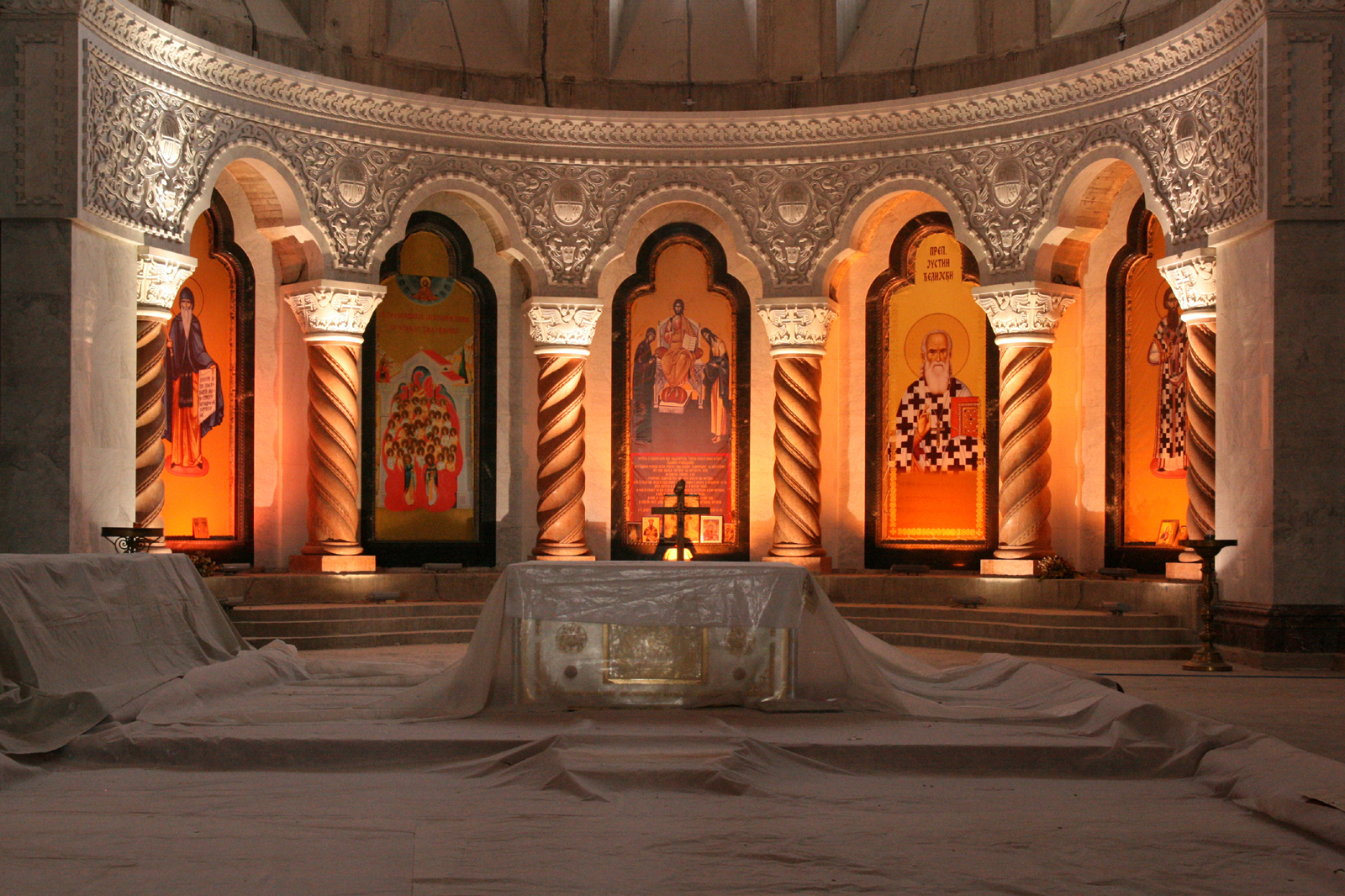
Interiér katedrály

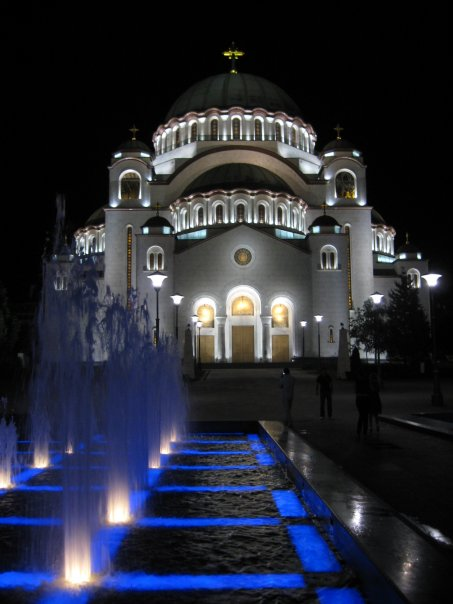
Chrám svatého Sávy v noci

První společnost pro výstavbu chrámu na Vračaru vznikla v roce 1895, teprve v roce 1905 však byla současná plocha volná pro výstavbu chrámu. V roce 1905 se uskutečnila architektonická soutěž na stavbu kostela, všech pět návrhů však bylo odmítnuto. Následně možnost výstavby zastavily první a druhá balkánská válka a první světová válka.
Chrám začal být budován po jejím skončení, avšak kvůli tíživým okolnostem pokračovala realizace stavby pomalu. Druhá architektonická soutěž, do které se přihlásilo celkem 22 návrhů, byla vypsána v roce 1926. Nebyla sice udělena první ani třetí cena, nakonec zvítězil návrh z druhého místa od architekta Bogdana Nestoroviće. Podle tohoto návrhu měl chrám pojmout 4-6 tisíc lidí. V roce 1930 začal být tento návrh realizován pod dohledem dvou architektů (kromě Nestoroviće finální návrh realizoval rovněž Aleksandar Deroko) a stavbyvedoucího Vojislava Zađiny. O pět let později byl položen základní kámen chrámu.
V roce 1939 byly základy chrámu vysvěceny patriarchou Gavrilem. Zdi chrámu byly budovány z kamene, nosné sloupy z armovaného betonu. V roce 1940 byl objednán mramor z Itálie na obklad chrámu. Výstavba nicméně probíhala velice pomalu a přerušila ji nakonec druhá světová válka. Německé okupační síly využívaly nedokončený chrám jako parkoviště. Stejné využití měly základy chrámu i poté, co město osvobodili partyzáni. Následně se zde nacházel sklad.
Během socialistické Jugoslávie byla výstavba zcela zastavena. V roce 1984 získala Srbská pravoslavná církev po mnoha neúspěšných pokusech povolení od bělehradské radnice pokračovat ve výstavbě kostela. Architektem, který se stavby ujal, byl Branko Pešić. O rok později se na improvizovaném pódiu uprostřed staveniště konala pravoslavná liturgie, které se účastnilo několik tisíc lidí na místě a další desítky tisíc v jejím okolí. K velkému zrychlení prací došlo ve druhé polovině 80. let, především pak v roce 1989. Zdi chrámu se velmi rychle podařilo dobudovat do plánované výšky. Samotná kupole chrámu byla celá, včetně měděné střechy, dokončena mezi listopadem 1988 až únorem 1989 na zemi a poté vyzvednuta na finální místo. Její zvedání probíhalo celkem dvacet dní a bylo načasováno tak, aby skončilo na Vidovdan. O dokončení kupole, vážící 4000 tun a umístění masivního kříže od akademického sochaře Nebojši Mitriće v květnu a červnu 1989 na její vrchol srbská média intenzivně informovala. 25. června 1989 byl chrám vysvěcen. V letech 1991–1993 byl objednán mramor z Řecka na obložení čtyř zvonic.
Těžké ekonomické podmínky v zemi v 90. letech a následné bombardování Jugoslávie v roce 1999 donutily srbský stát a pravoslavnou církev přerušit stavbu chrámu. Ta byla obnovena teprve až po roce 2000, po jednáních mezi tehdejším premiérem Zoranem Đinđićem a představiteli SPC. V roce 2001 bylo ustanoveno Konsorcium pro financování výstavby chrámu.
Exteriér chrámu byl realizován v letech 2002 až 2004. Na mramorovém obkladu chrámu se podílelo čtrnáct firem, z toho tři zahraniční. Stavební práce na interiéru nebyly nicméně dosud dokončeny. Podle aktuálních[zdroj?] plánů má být dokončen v roce 2022. Srbská vláda v druhé dekádě 21. století zajistila financování dokončení chrámu; v roce 2016 bylo nezbytné vydat ještě 19 milionů EUR, z nichž čtyři miliony poskytly formou daru ruské subjekty. Zbytek prostředků bude zajištěno z darů ze srbské strany.